# 荒川 (荒川區)
荒川（日语：／ Arakawa */?）是東京都荒川區中央地區的町名。現行行政地名為荒川一丁目至荒川八丁目。已實施住居表示。

## 地理

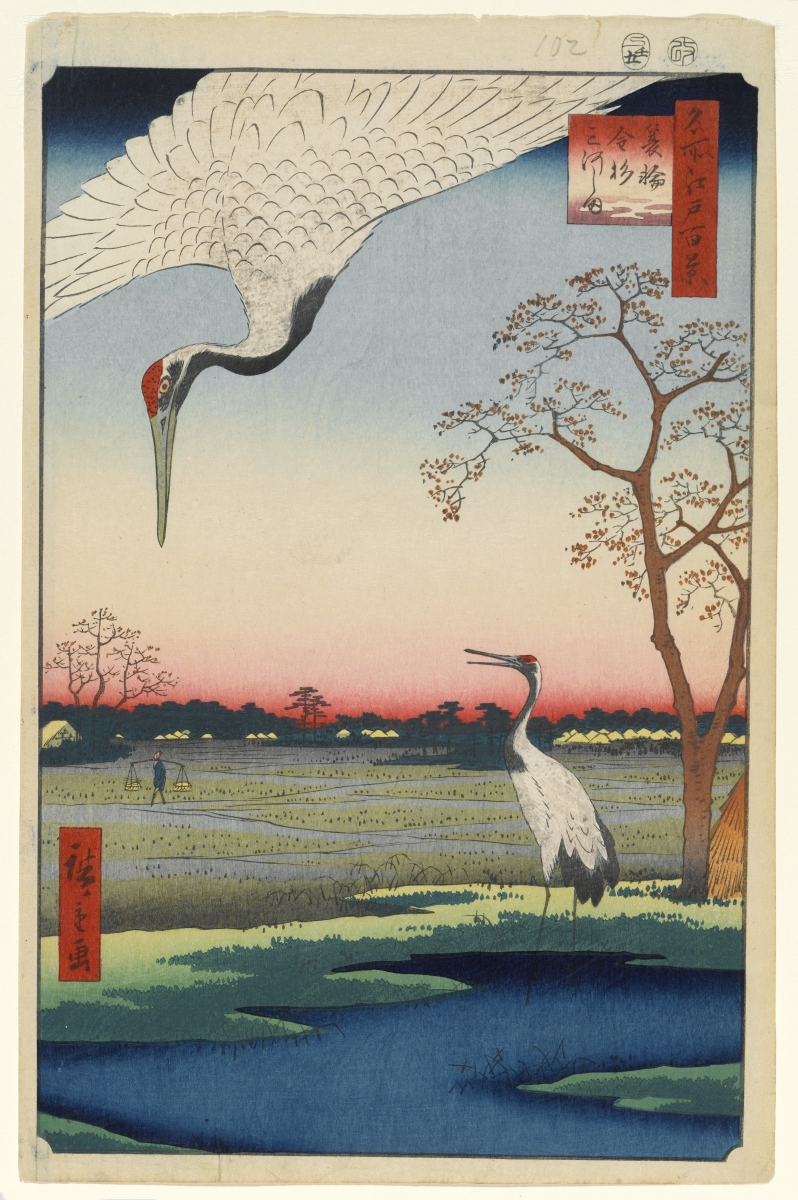
廣重「名所江戶百景」。當時的「三河島村」為田園地帶，每年丹頂鶴都會飛至此地。

位於荒川區中央，也是荒川區役所所在，是荒川區的地理與行政中心。
地區北鄰町屋，東接南千住，南連東日暮里與西日暮里，西通東尾久。東北臨隅田川，但無橋梁通往對岸的足立區。
町內為町工廠與商店街、住宅混合的下町景色，大型設施有荒川自然公園與三河島水再生中心。

## 歷史

### 地名由來
原名三河島，後實施住居表示時以荒川命名。

## 交通

### 鐵道
東京地下鐵
- 千代田線：町屋站（所在地町屋）

京成電鐵
- 京成本線：町屋站、新三河島站（所在地西日暮里）

東京都交通局
- 都電荒川線：荒川一中前停留場（所在地南千住），荒川區役所前停留場，荒川二丁目停留場，荒川七丁目停留場，町屋車站前停留場，町屋二丁目停留場

### 道路
道路
- 東京都道306號王子千住南砂町線（日语：東京都道306号王子千住南砂町線）（明治通）
- 東京都道313號上野尾竹橋線（日语：東京都道313号上野尾竹橋線）（尾竹橋通（日语：尾竹橋通り））

## 設施
行政
- 荒川區役所（日语：荒川区役所）
- 荒川警察署（日语：荒川警察署）
- 荒川消防署
- 荒川都税事務所
- 荒川區保健所
- 三河島水再生中心（日语：三河島水再生センター）

教育
- 荒川區立峽田小學校
- 荒川區立第二峽田小學校
- 荒川區立第三峽田小學校
- 荒川區立第九峽田小學校
- 荒川區立第一中學校
- 荒川區立第四中學校

公園
- 荒川自然公園
- 荒川自然公園運動場
- 荒川公園

文化
- 荒川區立荒川圖書館

## 備註
1. ↑  町丁別世帯数及び人口一覧表（荒川区全域）[]